# Fredrik Rosencrantz
Fredrik Jakob Tage Ulfstand Rosencrantz (Tomelilla, 26 de outubro de 1879 - 15 de abril de 1957) foi um ginete, campeão olímpico. 

## Carreira
Fredrik Rosencrantz representou seu país nos Jogos Olímpicos de 1912, na qual conquistou a medalha de ouro nos saltos por equipes em 1912.  Porém, ele não recebeu a medalha, por ter somente três e ele ser o quarto ginete da equipe